# Grubo
Grubo ist ein Ortsteil der amtsfreien Gemeinde Wiesenburg/Mark im Landkreis Potsdam-Mittelmark in Brandenburg.

## Lage
Grubo ist ein typisches Straßenangerdorf mit Kirche und Dorfteich zwischen zwei durch Straßen erschlossenen Häuserreihen. Es liegt im Naturpark Hoher Fläming zwischen den Orten Wiesenburg, Rabenstein und Bergholz an der Einmündung der (K 6926) in die Gruboer Hauptstraße (L 84). Das Dorf gehört zusammen mit seiner Ortslage Welsigke zur Gemeinde Wiesenburg/Mark sowie zum Kirchenkreis Lehnin-Belzig. Die Landesgrenze zu Sachsen-Anhalt verläuft unmittelbar südwestlich. Im Nordosten befindet sich die wüste Feldmark Breitenstein.

## Geschichte

### 13. bis 15. Jahrhundert
Im 13. Jahrhundert bestand in Grubo bereits die spätromanische Kirche aus Feldstein. Der Ort selbst wird 1388 zum ersten Mal als Czu der Grube urkundlich erwähnt. Der Ortsname dürfte von der Lage in einer Talsenke abgeleitet sein und ist wohl deutschen Ursprungs. 1441 gab Markgraf Friedrich Grubo an den dort wohnenden Iwan II von Quitzow zum Lehen. Die
Ober- und Untergerichtsbarkeit lag vor 1419/1420 bis um 1550/1552 bei der Vogtei bzw. Pflege bzw. Amt Belzig. Die von Thümen besaßen vor 1388 bis nach 1591 drei Hufen (1388) bzw. Hebungen aus einem Hof (1506) bzw. Hebungen aus zwei Höfen (1591). Vor 1419/1420 bis nach 1591 besaßen die von Ziegesar Hebungen bzw. zwei Dorfhufen (1506) bzw. Hebungen aus sechs Höfen (1591). Vor 1388 bis 1526 besaßen außerdem die Familie Preußnitz die Hebungen aus acht Höfen und ein Stück Lehen bzw. die Hebungen aus sechs Höfen. In dieser Zeit gab es im Jahr 1419/1420 einen Richter, der die Gerichtsbarkeit sowie drei Hufen besaß. Ein Crüger besaß zwei Hufen, die Familie von der Danne eine Hufe und der Grufemann drei Hufen (zum Lehen). Vor(?) 1476 bis nach 1506 erhielten die von Oppen Hebungen bzw. ein Stück Lehen (1506). Für das Jahr 1496 wurden 12 Türkensteuerpflichtige genannt, darunter den Schulzen sowie vier Personen Gesinde.

### 16. und 17. Jahrhundert
Eine Statistik aus dem Jahr 1506 weist elf Einwohner auf: Der Richter besaß nach wie vor die Gerichtsbarkeit sowie drei mittlerweile freie Lehnhufe und zinste von wüsten Hufen aus Mützdorf an die Familie Preußnitz. Ein Einwohner zinste vom Erbe, von den Dorfhufen und besaß die wüste Gerichtsbarkeit aus Welsicke, die er von den Brandt von Lindau aus Lehen erhalten hatte. Ein Einwohner zinste von den Hufen und der wüsten Dorfstätte Mützdorf, einer zinste von den Hufen und von zwei Dorfhufen, die er von den von Ziegesar zum Lehen erhalten hatte. Einer zinste von den Hufen und hatte die wüste Gerichtsbarkeit aus Mützdorf von der Familie Preußnitz aus Lehen erhalten. Ein anderer Einwohner zinsten von den Dorfhufen, von wüsten Hufen aus Mützdorf sowie von wüsten Hufen aus Welsigke. Er hatte außerdem zwei Morgen (Mg) Wiese. Ein anderer Einwohner zinste vom Erbe und von den Hufen, einer zinste von den Hufen und hatte ein Stück Lehen von der Familie von Oppen sowie ein Stück Lehen von der Familie Preußnitz. Ein anderer Einwohner zinste von den Hufen und hatte die wüste Gerichtsbarkeit aus Breitenstein zum Lehen. Ein anderer zinste vom Erbe und von den wüsten Hufen aus Mützdorf; ein weiterer zinste vom Erbe und von den wüsten Hufen aus Mützdorf sowie den wüsten Hufen aus Welsigke. Eine Statistik von 1530 führte lediglich 13 Hufner auf. Der Pfarrer erhielt zu dieser Zeit sechs Scheffel von der Pfarrhufe; ein Zehnt war in Raben enthalten. Ausweislich einer anderen Statistik aus dem Jahr 1542 gab es unter anderem den Schulzen, ein Kossätengut mit Haus und Hof, einen Hirten mit zwei Kühe, 40 Schafen, 24 Lämmer sowie elf Knechte und fünf Mädge. In Grubo lebten im Jahr 1550 insgesamt 12 besessene Mann (Hufner), darunter ein Gärtner. Es gab den Richter mit Haus, Hof und drei freien Lehnhufen, einen mit Haus, Hof und fünf Erbhufen, sechs mit Haus, Hof und je vier Erbhufen, einen mit Haus und vier Erbhufen, zwei mit Haus, Hof und je drei Erbhufen sowie einen Häusler mit einem Garten. Die Gemarkung war mittlerweile 43 Hufen groß. Eine andere Statistik von 1565 führte den Lehnschulzen, elf Häuser und Höfe auf. Ein Einwohner besaß nur Vieh, der Hirte zwei Kühe, 37 Schafe, eine Range und vier Ferkel. Grubo war 29 Dorfhufen groß; hinzu kamen acht Hufen und 23 wüste Hufen in Breitenstein, darunter drei Lehnhufen. Im Jahr 1575 erhielt der Pfarrer 2 Dreißig 10 Mandeln Roggen., 22 Mandeln 9 Garben Hafer und ein Dreißig 6 Mandeln Heidekorn als Zehnt. Der Küster erhielt 12 Scheffel aus Grubo. Für 1591 werden für Grubo 12 besessene Mann gezählt. Im Verlauf des Dreißigjährigen Kriegs war Grubo ab 1640 Wüstung. Erst 1661 werden wieder zehn Hufnerhöfe (darunter fünf wüst), ein Halbhufner, ein wüster Kossätenhof und ein Hirte verzeichnet. Die Einwohner bewirtschafteten 34 1⁄2 Mg Wiese. Im Jahr 1676 lagen noch elf Hufen wüst; 18 Erbhufen wurden bewirtschaftet. Es gab vier Anspänner oder Hufner, einen Halbhufner und Kossäten. Die Einwohner waren zu Hand- und Spanndiensten verpflichtet und mussten beispielsweise die zum Gut Rabenstein gehörenden Landwiesen mähen.

### 18. Jahrhundert
Eine Statistik von 1701 führte zehn Hufner, einen Halbhufner, einen Kossäten, einen Hirten und 61 Mg Wiese auf. Im Jahr 1718 könnten die zehn Hufner auf 64 Hufen einschließlich 22 Hufen auf der wüsten Feldmark Breitenstein in Summe 255 Dresdner Scheffel Aussaat und auf jede Dorfhufe vier Scheffel 8 Metzen ausbringen; auf jede wüste Hufe drei Scheffel. 1743 hatte Grubo ca. 17 Einwohner und 42 Hufen, außerdem waren der Feldmark 21 Hufen der wüsten Feldmark Breitenstein zugeschlagen worden. Es gab einen Fünfhufnerhof, acht Vierhufnerhöfe (darunter das Schulzengut), einen Dreihufnerhof sowie einen Zweihufnerhof. In einer weiteren Statistik aus dem Jahr 1764 wurden ein Sechseinhalhufner, sieben Fünfeinhalbhufner (darunter der Schulze), ein Viereinhalbhufner, ein Vierhufner, ein Zweieinhalbhufner sowie ein Gärtner mit Garten und zwei Häusler aufgeführt. Im Jahr 1777 gab es 17 angesessene Einwohner: zehn Ganzhufner, einen Halbhufner, einen Gärtner und zwei Häusler; im Dorf standen zwei Hirtenhäuser und eine Schule.

### 19. Jahrhundert
Ausweislich einer Statistik aus dem Jahr 1806 bewirtschaftete der Fünfhufner außerdem fünf wüste Hufen. Von den sieben Vierhufnern hatte jeder zusätzlich zwei wüste Hufen. Der Vierhufner hatte eine wüste Hufe, der Dreihufner zwei wüste Hufen. Es gab außerdem einen Zweihufner, zwei Häusler mit Garten und einen Hufschmied. Sie bewirtschafteten 42 Hufen und 22 wüste Hufen, in Summe 53 Magazinhufen. Die Fläche wuchs bis 1822 auf 65 Hufen an: 43 Hufen (darunter eine Pfarrhufe) und 22 wüste Hufen (darunter drei Lehnhufen) aus Breitenstein. Diese drei Lehnhufen wurden im Jahr 1834 dem Hufner Christian Kühnemann als Allod zugeschlagen. Grubo bestand im Jahr 1837 aus 19 Wohnhäusern. In den 1840er Jahren kam es zu zahlreichen Rezessen, so beispielsweise im Jahr 1841, als der von den Bauern in Grubo zu entrichtende Zehnt in eine Geldrente umgewandelt werden sollte. Die Verhandlungen zogen sich über annähernd 20 Jahre. Auch wurde die gemeinschaftliche Hütung zwischen dem Erbpachtsvorwerk, der Kirche, dem Schul- und Schulzenamt sowie der Gemeinde aufgehoben. 1845 erwarb der Tischlermeister Gottfried Heinrich aus Reetz von dem Hüfner Paul zu Grubo eine Ackerparzelle, und erbaute dort ab 1846 eine Windmühle. Im Jahr 1858 standen im Dorf fünf öffentliche, 22 Wohn- und 56 Wirtschaftsgebäude, darunter die bereits genannte Getreidemühle. Das Dorf war insgesamt 5350 Mg groß: 33 Mg Gehöfte, 18 Mg Gartenland, 3385 Mg Acker, 124 Mg Wiese und 1790 Mg Wald. Durch einen Rezess wurden die von den Kossäten bewirtschafteten Feldmarken in den 1860er Jahren separiert. In einem weiteren Rezess im Jahr 1877 wurde die Feldmark Grubo von der wüsten Mark Breitenstein getrennt. Das Dorf bestand im Jahr 1891 mit dem Gehöft Marienhof.

### 20. und 21. Jahrhundert

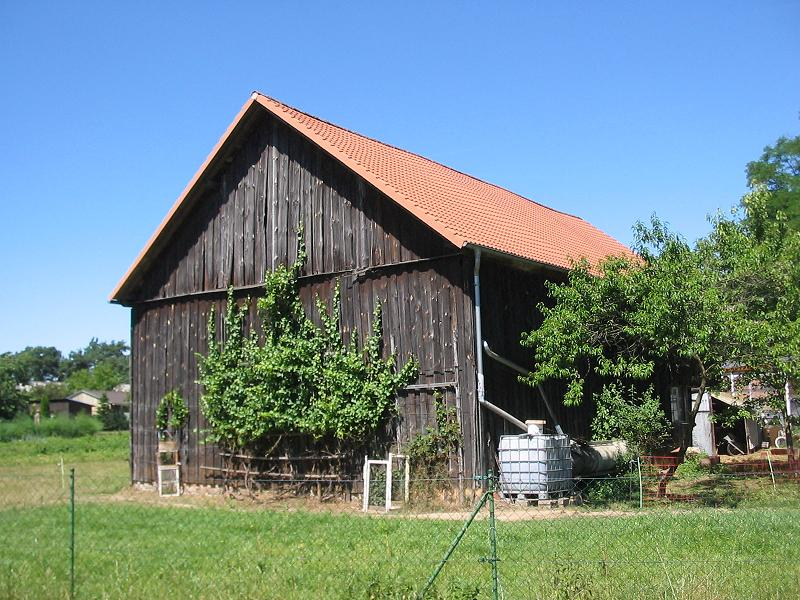
Scheune in Grubo

Zur Jahrhundertwende war Grubo 1344 Hektar (ha) groß und bestand aus 38 Häusern; 1906 mit Abbau und Mühle. Nach mehreren Besitzerwechseln brannte die Mühle am 18. Dezember 1926 ab. Zu der Zeit gab es in Grubo 38 Häuser. Im Jahr 1928 wurden von Gutsbezirk Klein Glien die Teile südlich der Fuchsallee eingemeindet. Grubo wurde 1931 Landgemeinde mit den Wohnplätzen Privatwohlhaus Jeserigerhütten und Welsigke und einer Fläche von 2326 ha. Im Jahr 1939 gab es einen land- und forstwirtschaftlichen Betrieb, der mehr als 100 ha Fläche bewirtschaftete. Weitere 15 Betriebe waren zwischen 20 und 100 ha groß, 12 zwischen 10 und 20 ha, 5 zwischen 5 und 10 ha sowie 12 zwischen 0,5 und 5 ha.
Nach dem Zweiten Weltkrieg wurden im Rahmen der Bodenreform 316 ha enteignet: 148 ha Acker, 12 ha Wiese, 154 ha Wald und 2 ha Ödland. Davon gingen 97 ha an die Gemeinde Mützdorf; weitere 295,4 ha wurden aufgeteilt: 264,05 ha gingen an 35 Bauern, 3 ha an einen Angestellten, 1,75 ha an die Vereinigung der gegenseitigen Bauernhilfe (VdgB), 26,6 ha an die Gemeinde. Hinzu kam eine unbekannte Zulage aus der Gemeinde Klein Glien. Neun Bauern gründeten 1957 eine LPG Typ III mit 111 ha Fläche, die bis 1950 auf 48 Mitglieder und 356 ha Fläche angewachsen war. Sie schloss sich 1972 der LPG Typ III Mützdorf an. Im Jahr 1960 gab es außerdem eine LPG Typ I mit 39 Mitgliedern und 253 ha Fläche, die 1969 an die LPG Typ III angeschlossen wurde. Im Jahr 1964 wurde der Ortsteil Welsigke eingemeindet. Im Jahr 1973 bestand im Ort eine LPG und eine KAP Pflanzenproduktion Saatbau Borne mit Stützpunkt Grubo. Am 1. Dezember 2001 wurde Grubo mit anderen Gemeinden zu Wiesenburg/Mark zusammengeschlossen.

## Bevölkerungsentwicklung
| Jahr      | 1817 | 1837 | 1858 | 1871 | 1885 | 1895 | 1905 | 1925 | 1939 | 1946 | 1964 | 1971 |
| Einwohner | 107  | 143  | 176  | 195  | 199  | 199  | 191  | 192  | 233  | 270  | 293  | 277  |

## Kultur und Sehenswürdigkeiten

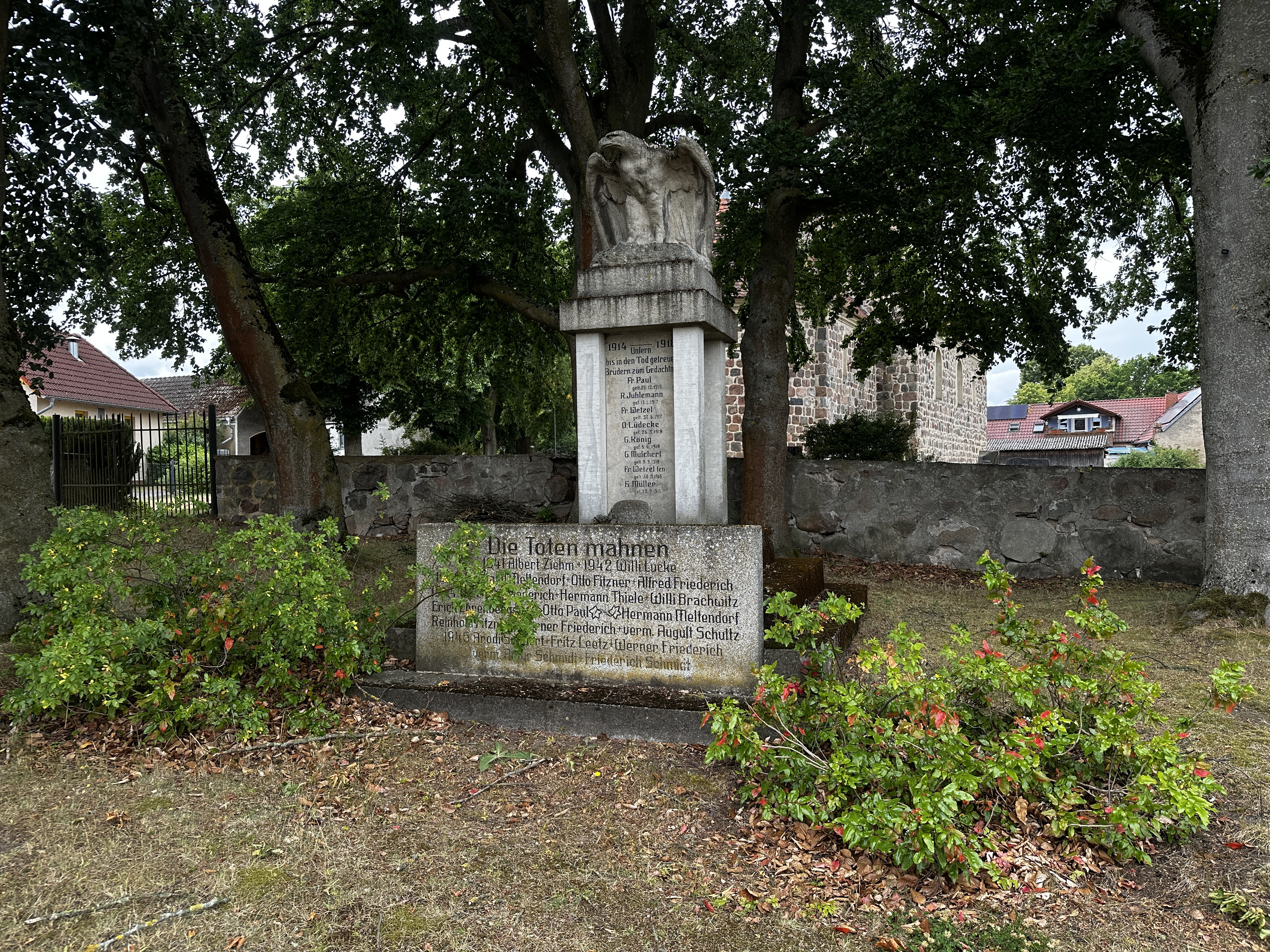
Weltkriegsdenkmal in Grubo

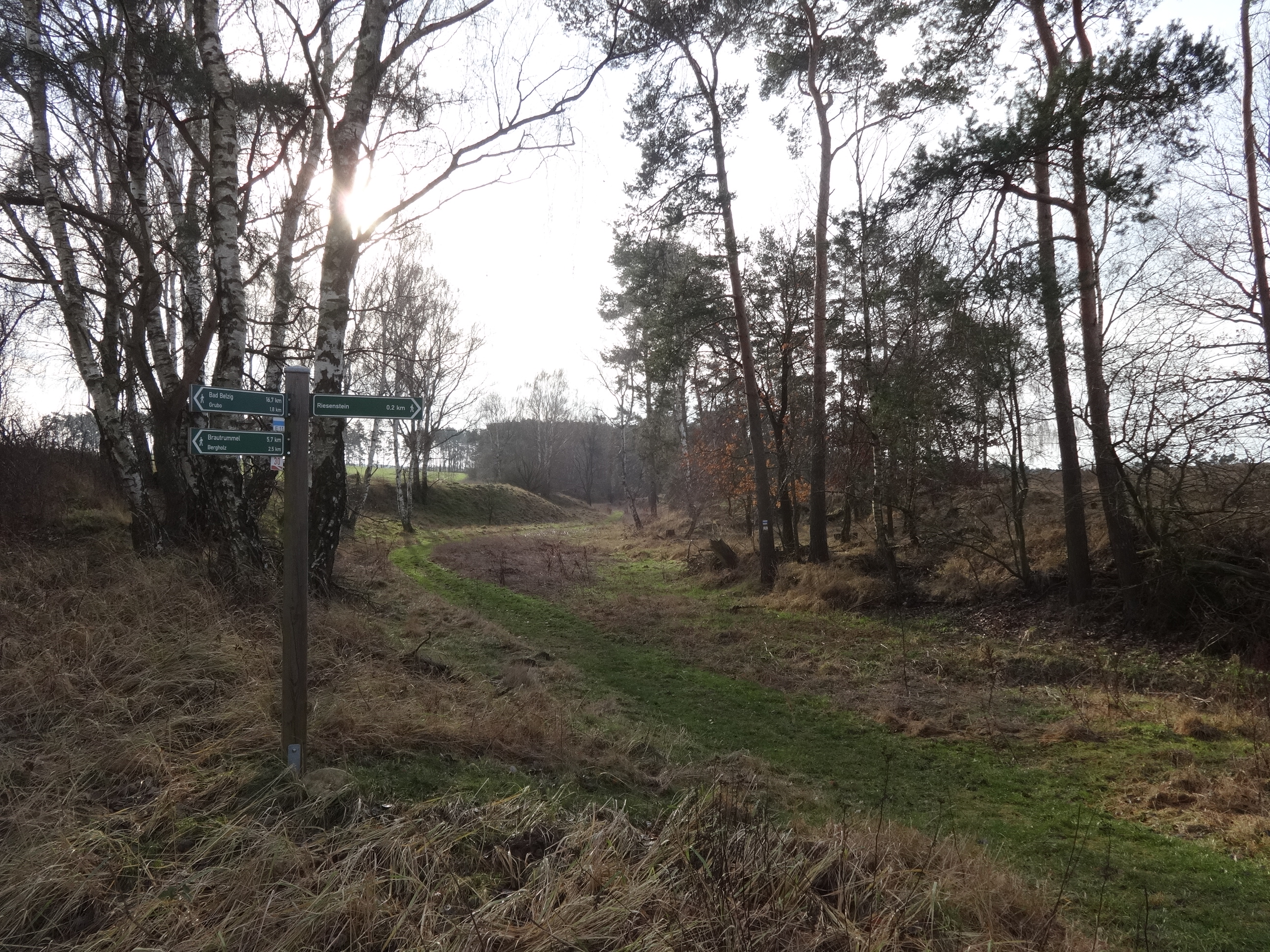
Brautrummel bei Grubo

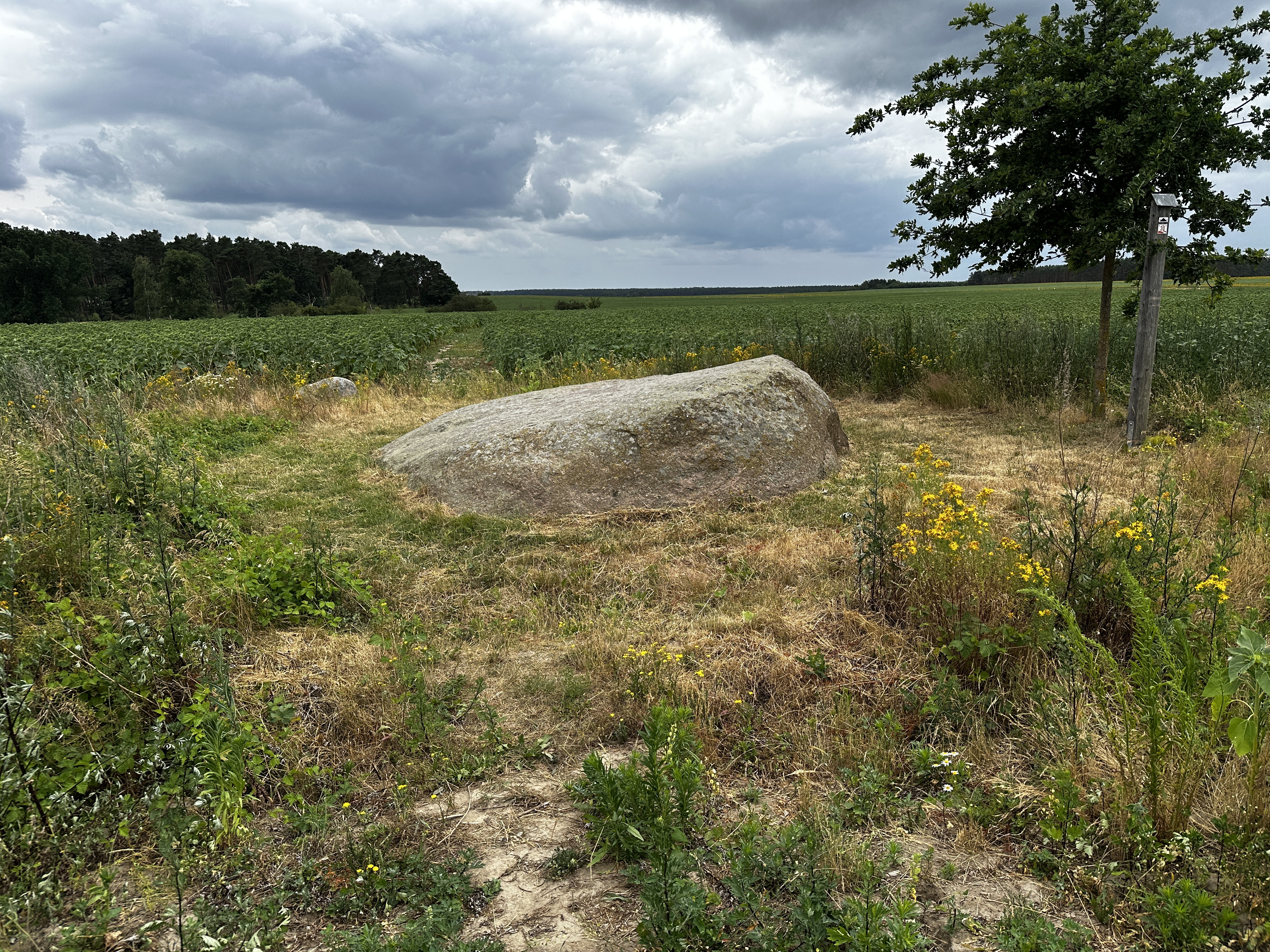
Riesenstein

- Die spätromanische Dorfkirche Grubo entstand in der Mitte des 13. Jahrhunderts aus Feldstein. Es handelt sich um eine vollständige Anlage mit Kirchenschiff, eingezogenem Chor und nur sehr leicht eingezogener Apsis. Sie wurde mehrfach verändert und 1903/4 renoviert. Aus dieser Zeit stammen die Jugendstilmalereien im Innern. Sie gehört zum Kirchenkreis Lehnin-Belzig und steht unter Denkmalschutz.[11]
- Martin Hagendorf lebte bis in die 1640er Jahre in Grubo. Historiker vermuten in ihm den Bruder des Söldners Peter Hagendorf.[12]
- In Grubo liegt am Ausgang der Brautrummel ein Findling mit Namen Riesenstein, im Volksmund auch Breede Steen genannt.[3] Seitlich schließt sich die Schweinerummel an.
- In Grubo sind eine Reihe von alten Bäumen Naturdenkmal, darunter eine über 300 Jahre alte Dorflinde.